# Mathile Mukantabana
Mathilde Mukantabana (Butare, 1958) és l'ambaixadora de la República de Rwanda als Estats Units des de 2013 i ambaixadora no resident a Mèxic, Brasil i Argentina. Mathilde Mukantabana va néixer a Butare, Ruanda.
El seu pare va ser director d'escola primària i un  cafetaler, però la família es va veure obligada a abandonar Ruanda en 1973 pel  cop d'estat de part de l'exèrcit ruandès, i establir-se en Burundi. Aquí, va estudiar el batxillerat i va emprendre la carrera a Història i Geografia a la Universitat de Burundi.